# Mirko Ilić
Mirko Ilić (Bijeljina, BiH, 1. siječnja 1956.), hrvatski i američki grafički dizajner i politički ilustrator, crtač stripa, ilustrator plakata.

## Životopis
Rodio se u Bijeljini u BiH kao dijete vojne osobe, zbog čega je često mijenjao boravište. Prvo je s obitelji preselio u Sloveniju u Maribor, u kojem je završio prva dva razreda osnovne škole. U Zagrebu je pošao u treći razred osnovne, pa se opet vratio u Bijeljinu, a nakon petog razreda na duže je vrijeme u Zagrebu, gdje je proveo svoje formativne godine odrastanja. Završio zagrebačku Školu primijenjene umjetnosti. Radio je u Zagreb filmu, reklame za Podravku i Standard konfekciju, naslovnice časopisa, strip je objavio prvi put 1976. u Studentskom listu, poslije je bio urednik stripa i ilustracije u Poletu i dr. U Poletu je okupio svoje kolege strip-crtače Igora Kordeja, Emira Mesića i Krešimira Zimunića. Preko 30 godina živi u New Yorku živi u četvrti West Villageu omiljenoj među gay populacijom. U New Yorku je poslije otvorio svoj dizajnerski studio.
U Hrvatskoj s pojavom Mirka Ilića dizajner omota gramofonske ploče postao je važna karika u proizvodnji gramofonskih ploča kao umjetničkog iskaza. Vremenski to pada u vrijeme novog vala, koji je otvorio prostor slobodnim pristupima i novim imenima u dizajnu. Dotad je u najvećoj hrvatskoj izdavačkoj kući većinu dizajna pokrivao hrvatski dizajner i fotograf Ivan Ivezić. Ilić je iz ilustratora prerastao u vrsnog dizajnera, sposobnog i u neposlovno kratkom vremenu pružiti dobar proizvod naručitelju. Oslikao je omote albuma Prljavog kazališta, Aerodroma, Bijelog dugmeta, Parnog valjka, Drage Mlinarca, Leba i soli, Novih fosila, Arsena Dedića, Josipe Lisac, Miše Kovača i dr.
U karijeru dužoj od 40 godina već u ranijoj fazi djelovao je međunarodno i već 1986. je otišao u SAD u kojima je ostvario globalni uspjeh kao ilustrator. Radio je za New York Times, Time, čiji je bio umjetnički direktor. Objavio je desetak knjiga, većinom u suautorstvu s umjetničkim direktorom, piscem i novinarom Stevenom Hellerom, svojim dugogodišnjim prijateljem i suradnikom, koji mu je objavio prve radove u New York Timesu samo tjedan dana nakon što je došao u New York. Kontakte je uspostavio preko bivše supruge Slavenke Drakulić, koja ga je povezala s ljudima u SAD koji su ga uputili na prave osobe. Djela su mu zastupljena u zbirkama ustanova kao što je Muzej Smithsonian i SFMOMA u San Franciscu. U newyorškom MoMA je njegovih 38 djela. Ilić je za rad dobio brojne nagrade. 
Aktivist za prava gay populacije. Bio je vrlo aktivan na Festivalu židovskog filma – Festivala tolerancije u Zagrebu, s kojim više ne surađuje, ali je vrlo aktivan na Festivalu tolerancije u Ljubljani koji financira židovska gay zajednica.